# Spaceway (satélite)
Spaceway é uma série de 3 satélites lançados pela Hughes Network Systems, a empresa que pretendia desenvolver uma rede global de satélites para fornecer comunicações de alta velocidade e para aplicações de Internet banda larga.
Devido a procura ter sido menor do que o esperado, A DirecTV passou a usar dois dos novos satélites para fornecer mais programação para TV de alta definição, em vez de um serviço de acesso à Internet que a empresa tinha planejado.

## Satélites
| Satélite   | Fabricante | Data do lançamento     | Veículo de lançamento | Estado | Nota                                |
| ---------- | ---------- | ---------------------- | --------------------- | ------ | ----------------------------------- |
| Spaceway 1 | Boeing     | 26 de abril de 2005    | Zenit-3SL             | Ativo  | Operado pela DirecTV                |
| Spaceway 2 | Boeing     | 16 de novembro de 2005 | Ariane 5 ECA          | Ativo  | Operado pela DirecTV                |
| Spaceway 3 | Boeing     | 14 de agosto de 2007   | Ariane 5 ECA          | Ativo  | Operado pela Hughes Network Systems |